# Stowarzyszenie Libertariańskie
Stowarzyszenie Libertariańskie (SL) – polskie stowarzyszenie społeczno-polityczne o profilu libertariańskim, założone w sierpniu 2013 roku we Wrocławiu.

## Idee i cele
Głównym celem stowarzyszenia jest promocja wolności i wartości libertariańskich. Jednym z podstawowych założeń ruchu jest tzw. zasada nieagresji funkcjonująca w języku angielskim jako non-aggression principle. Wyraża się ona w stwierdzeniu, iż swoboda ludzkiego działania powinna być ograniczona wyłącznie wolnością drugiego człowieka. Głównymi płaszczyznami działalności stowarzyszenia jest edukacja w zakresie światopoglądowym, edukacja ekonomiczna i bieżąca ekspertyza funkcjonowania państwa. Stowarzyszenie Libertariańskie kładzie nacisk na utrwalanie i promowanie idei liberalizmu klasycznego i libertarianizmu oraz odpowiedzialności i zaangażowania obywatelskiego. Działa na rzecz na rzecz równych praw kobiet i mężczyzn, osób w wieku emerytalnym i wspomaga rozwój gospodarczy. Pragnie upowszechnić prawa człowieka, dziecka i konsumentów.

## Projekty
SL organizuje konferencje i spotkania mające na celu promocje wartości libertariańskich i zajmuje się działalnością wydawniczą. Równolegle zespół ekspertów SL zajmuje się przygotowywaniem raportów, analiz i ekspertyz, których celem jest modyfikacja regulacji państwowych. Zalicza się do nich m.in. analiza ustawy o zakazie handlu w niedzielę czy uwagi do projektu o jawności życia publicznego. Stowarzyszenie wydaje książki na temat minarchizmu, libertarianizmu i praw obywatelskich, większość tytułów dostępna jest za darmo na ich stronie.
Dodatkowo wraz z Fundacją Wolności i Przedsiębiorczości i Instytutem Misesa SL tworzy Katalog Wiedzy na temat Libertarianizmu, który ma na celu zaznajomienie polskiego czytelnika z zagadnieniami myśli libertariańskiej.

## Działalność wydawnicza

### E-booki
- Jakub Bożydar Wiśniewski, Libertariańskie Dylematy, 2016[6]
- Jeffrey Tucker, Jak Zabłysnąć w Swojej Pierwszej Pracy, 2019[7]
- Przemysław Hankus, Libertariańska obrona lewicowych ruchów secesjonistycznych[4]
- Daniel Komarzyca, Taoistyczne uprawnienia naturalne[4]
- Lysander Spooner, Występki To Nie Przestępstwa. Uzasadnienie Moralnej Wolności, 2019[8]
- Eryk Hałas, Libertarianizm jako praktyka polityczna wobec problemów współczesnego świata[9]
- Herbert Spencer, Prawo do Ignorowania Państwa, 2019[10]
- Samuel Edward Konkin III, Manifest Nowego Libertarianizmu[11]
- Karl Hess, Zmierzch polityki[12]
- Jakub Bożydar Wiśniewski, Wolność, ekonomia i cywilizacja[13]
- Benjamin Ricketson Tucker, Socjalizm państwowy a anarchizm[14]
- Murray N. Rothbard, Rola intelektualistów w przemianie społecznej w kierunku leseferyzmu[15]
- John Hasnas, Mit rządów prawa[16]
- Gustave de Molinari, Rozmowa o bezpieczeństwie[17]

### Wydania papierowe
- Jan Jakub Tyszkiewicz, W cieniu błękitnego orła, czyli co Nowy Ład zrobił gospodarce USA, 2017[18]
- Justin Raimondo, Przeciw Państwu. Biografia Murraya N. Rothbarda, 2016[19]